# Wassili Stepanowitsch Popow

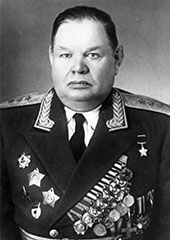
Wassili Stepanowitsch Popow (1945)

Wassili Stepanowitsch Popow (russisch: Василий Степанович Попов; * 27. Dezember 1893jul. / 8. Januar 1894greg. im Dorf Preobraschenskaja bei Kikwidse am Don, Oblast Wolgograd; † 2. Juli 1967 in Moskau) war im Zweiten Weltkrieg ein sowjetischer Armeeführer und Generaloberst der als Held der Sowjetunion ausgezeichnet wurde.

## Leben
Popow wurde 1893 im Dorf Preobraschenskaja bei Chopjorski am Don, heute Kikwidse im Bezirk Wolgograd in einer Don-Kosaken-Familie geboren und absolvierte als junger Mann ein Lehrerseminar.

### Frühe Karriere
1916 trat er in die zaristische Armee ein und wurde im selben Jahr Kommandant eines Zuges eines Don-Kosaken-Regiments an der Süd-Westfront ernannt.
Im Mai 1919 trat er in die Reihen der Roten Armee und der kommunistischen Partei ein, diente dann als stellvertretender Stabschef der 39. Schützendivision, ab Mai 1920 als Stabschef, dann stellvertretender Kommandeur der Brigade und als Assistent beim Stabschef der 14. Kavallerie-Division der 1. Rote Reiterarmee. Er nahm an den Kämpfen gegen die Weißen Garden und Polen teil.
Im Jahr 1922 absolvierte er die Militärakademie der Roten Armee. Ab Dezember 1922 kommandierte er eine Schwadron der 13. Kavalleriebrigade und ab Januar 1923 fungierte er als Regiments-Assistent. Im Mai 1923 wurde er Stabschef der 2. Stawropoler-Kavallerie-Division und ab Juli 1923 war er Kommandeur dieser Division. Von Dezember 1924 bis 1926 führte er die 6. Separate Kavallerie-Brigade und beteiligte sich an den Kämpfen gegen die Basmatschi in Tadschikistan. Seit September 1926 war er für besondere Aufgaben beim Mitglied des Militärrats der Kavallerietruppen Budjonnys tätig. Im Dezember 1927 wurde er zum Leiter der ukrainischen Kavallerieschule ernannt. 1929 absolvierte er Fortbildungskurse beim Generalstab und 1931 weitere politische Kurse an derselbigen Akademie. Im April 1931 wurde er zum Kommandeur der 12. Kavalleriedivision ernannt. Am 26. November 1935 wurde er zum Brigadekommandant und 1937 zum Kommandeur des 4. Kosaken-Kavalleriekorps ernannt. Im selben Jahr veröffentlichte er seine Dissertation "Aktionen des Kavalleriekorps beim Durchbruch" und wurde zum Kandidaten für die Militärwissenschaften  vorgeschlagen. Der Aufstieg zum Kombrig erfolgte am 26. November 1935 und die Beförderung zum Divisionskommandeur am 17. Februar 1938. Im September 1939 wurde er Dozent für Allgemeine Taktik an der Frunse-Militärakademie. Am 4. Juni 1940 wurde er zum Generalmajor befördert.

### Im Vaterländischen Krieg
Als Kommandeur des 28. Schützenkorps nahm er 1940 am Sowjetisch-finnischen Krieg teil und wurde mit dem Rotbannerorden ausgezeichnet. Bei Beginn des deutschen Überfalls auf die Sowjetunion am 22. Juni 1941 war sein 28. Schützenkorps bei der 4. Armee an der Westfront eingesetzt und war gezwungen sich aus der Region Brest in Richtung Kobryn und Bobruisk zurückzuziehen. Anfang Juli wurde sein Korps in die Reserve zurückgezogen und beteiligte sich ab 15. Juli im Raum Propoisk an defensiven Militäreinsätzen am linken Ufer des Sosch. Während dieser Feindseligkeiten wurde Popow schwer verletzt und nach seiner Heilung im September 1941 zum stellvertretenden Kommandeur der Logistikabteilung der 50. Armee ernannt. Im Januar 1942 wurde er zum Kommandeur der 10. Armee an der Westfront ernannt. Seine Truppen führten Gegenangriffe im Raum südöstlich von Moskau bei Tula und befreiten die Städte Michailow und Jepifan.
Im Sommer 1943 nahm seine Armee an der Smolensker Operation teil, bei der die deutsche Verteidigung bei Kirow durchbrochen und der Vorstoß in Richtung auf Roslawl, Snigirjowka und Tschaussy erfolgte. Die 10. Armee verteidigte bis zum Frühjahr 1944 die Front am Fluss Pronja. Mit Beschluss des Rates der Volkskommissare der UdSSR vom 5. Juni 1942 wurde ihm für seine Leistungen der Rang Generalleutnant zuerkannt. Im April 1944 wurde Popow zum stellvertretenden Kommandant der 1. Weißrussischen Front ernannt und im Mai 1944 desselben Jahres zum Kommandanten der 70. Armee ernannt. Die 70. Armee führte zusammen mit der 61. und 28. Armee während der Lublin-Brester Operation aus dem Südwesten die Einschließung deutscher Verbände im Raum Brest durch. Am 26. Juli 1944 wurde er in den Rang eines Generalobersten erhoben. Während der Ostpreußischen Offensive durchbrach die vom Serok-Brückenkopf vorrückende Armee die Verteidigung des Feindes und befreite dann die Stadt Modlin. Von Februar bis März 1945 nahm seine Armee an der Ostpommerschen Offensive teil und beteiligte sich an der Befreiung der Stadt Danzig. Während der Stettin-Rostocker Operation operierte die 70. Armee als Teil der 2. Weißrussischen Front in Richtung auf Neubrandenburg. Nach der Überbrückung der Oder wurde die deutsche Stettiner Gruppierung geschlagen und dann bis zum 3. Mai die Stadt Rostock und die Küste der Ostsee in der Nähe von Wismar erreicht. Durch ein Dekret des Präsidiums des Obersten Sowjets vom 10. April 1945 wurde er mit dem Titel Held der Sowjetunion in Verbindung mit der Verleihung des Leninordens geehrt.

### Nachkriegszeit
Nach Kriegsende wurde Popow im Juli 1945 zum Kommandeur der 43. Armee ernannt, welche Teil der nördlichen Heeresgruppe war. Im August 1946 wurde er Kommandeur der 10. Gardearmee des Leningrader Militärbezirks. Im November 1947 wurde er zum Leiter der Fortbildungskurse für die Kommandeure der Schützendivisionen berufen und anschließend zum Leiter der Fakultät der Frunse-Militärakademie ernannt. Im Juni 1955 wurde er zum Leiter der Militärhistorischen Fakultät für die Ausbildung der Armeeoffiziere und im Januar 1958 im Generalstab für Forschungsarbeiten eingeteilt. Popow trat 1959 in den Ruhestand und starb im Juli 1967 in Moskau, er wurde auf dem Nowodewitschi-Friedhof beigesetzt.
| Personendaten    | Personendaten                        |
| ---------------- | ------------------------------------ |
| NAME             | Popow, Wassili Stepanowitsch         |
| ALTERNATIVNAMEN  | Попов, Василий Степанович (russisch) |
| KURZBESCHREIBUNG | sowjetischer Generaloberst           |
| GEBURTSDATUM     | 8. Januar 1894                       |
| GEBURTSORT       | Preobraschenskaja                    |
| STERBEDATUM      | 2. Juli 1967                         |
| STERBEORT        | Moskau, Sowjetunion                  |